# Hamburg Freezers
Hamburg Freezers byl německý klub ledního hokeje, který sídlil v Hamburku. Založen byl v roce 2002 po přesunu mnichovských baronů do Hamburku. Zanikl v roce 2016 po jeho zrušení americkým vlastníkem Anschutz Entertainment Group. Vše se odehrálo z finančních důvodů, protože AEG v tu samou chvíli vlastnilo v lize berlínský Eisbären. Po celou dobu své existence byl klub členem DEL (Deutsche Eishockey Liga). Klubové barvy byly křišťálově modrá a bílá.
Své domácí zápasy odehrával v Barclaycard Areně s kapacitou 12 822 diváků.

## Přehled ligové účasti
Zdroj:
- 2002–2016: Deutsche Eishockey Liga (1. ligová úroveň v Německu)

## Účast v mezinárodních pohárech
Zdroj:
Legenda: SP - Spenglerův pohár, EHP - Evropský hokejový pohár, EHL - Evropská hokejová liga, SSix - Super six, IIHFSup - IIHF Superpohár, VC - Victoria Cup, HLMI - Hokejová liga mistrů IIHF, ET - European Trophy, HLM - Hokejová liga mistrů, KP – Kontinentální pohár
- ET 2012 – Severní divize (3. místo)
- ET 2013 – Severní divize (6. místo)
- HLM 2014/2015 – Základní skupina K (3. místo)